# Va, pensiero
Va, pensiero to chór z trzeciego aktu opery Nabucco Giuseppe Verdiego, jeden z najsłynniejszych utworów w historii muzyki operowej – pieśń żydowskich wygnańców płaczących w Niewoli babilońskiej za utraconą ojczyzną i zburzoną Pierwszą Świątynią w Jerozolimie. Autorem słów, zainspirowanych psalmem 137, był Temistocle Solera.
Pieśń stała się nieoficjalnym hymnem Włoch.

## Słowa
Tekst oryginalny
Va, pensiero, sull’ali dorate;

 va, ti posa sui clivi, sui colli,

 ove olezzano tepide e molli

 l’aure dolci del suolo natal!

Del Giordano le rive saluta,

 di Sionne le torri atterrate...

 Oh mia patria sì bella e perduta!

 Oh membranza sì cara e fatal!

Arpa d’or dei fatidici vati,

 perché muta dal salice pendi?

 Le memorie nel petto raccendi,

 ci favella del tempo che fu!

O simile di Sòlima ai fati

 traggi un suono di crudo lamento,

 o t’ispiri il Signore un concento

 che ne infonda al patire virtù.